# Bomba (Itália)
Bomba é uma comuna italiana da região dos Abruzos, província de Chieti, com cerca de 964 habitantes. Estende-se por uma área de 18 km², tendo uma densidade populacional de 54 hab/km². Faz fronteira com Archi, Atessa, Pennadomo, Roccascalegna, Villa Santa Maria.

## Demografia
| Variação demográfica do município entre 1861 e 2011                               |
|                                                                                   |
| Fonte: Istituto Nazionale di Statistica (ISTAT) - Elaboração gráfica da Wikipedia |